# 百喻經
《百喻經》，全稱《百句譬喻經》，天竺沙門僧伽斯那（Saṃghasena）自經藏中抄出譬喻撰集而成，其風格接近寓言故事，天竺沙門求那毘地（Guṇavṛddhī）於南齊永明十年譯為漢語。卷末題記「尊者僧伽斯那造作《痴花鬘》」，意思為書中的愚痴人小故事就像小花連綴編織起來的花環。全書為九十八則的寓言故事，有後世學者認為應算入引言和書末的偈文，合計百則。
全經由近百則寓言小故事集成，這些小故事通俗易懂，生動活潑，用來比喻佛教的基本思想。每篇經文都由「喻」和「法」兩部分組成。「喻」是一個簡短的寓言，「法」是寓言所蘊含的教誡。寓言中描述了諸多幽默可笑之事，極具諷刺性，生動形象頗具可讀性。
1914年，魯迅捐銀元60元請南京金陵刻經處刻印了100本《百喻經》。1926年，魯迅又出資贊助出版了《百喻經》，並親作題記。

## 節選
愚人見其壘墼作舍，猶懷疑惑，不能了知，而問之言：“欲作何等？”
    木匠答言：“作三重屋。”
    愚人復言：“我不欲作下二重之屋，先可為我作最上屋。”
    木匠答言：“無有是事！何有不作最下重屋，而得造彼第二之屋？不造第二，云何得造第三重屋？”
    愚人固言：“我今不用下二重屋，必可為我作最上者。”
    時人聞已，便生怪笑，咸作此言：“何有不造下第一屋而得上者！”
——《三重樓喻》